# 祝辰巳

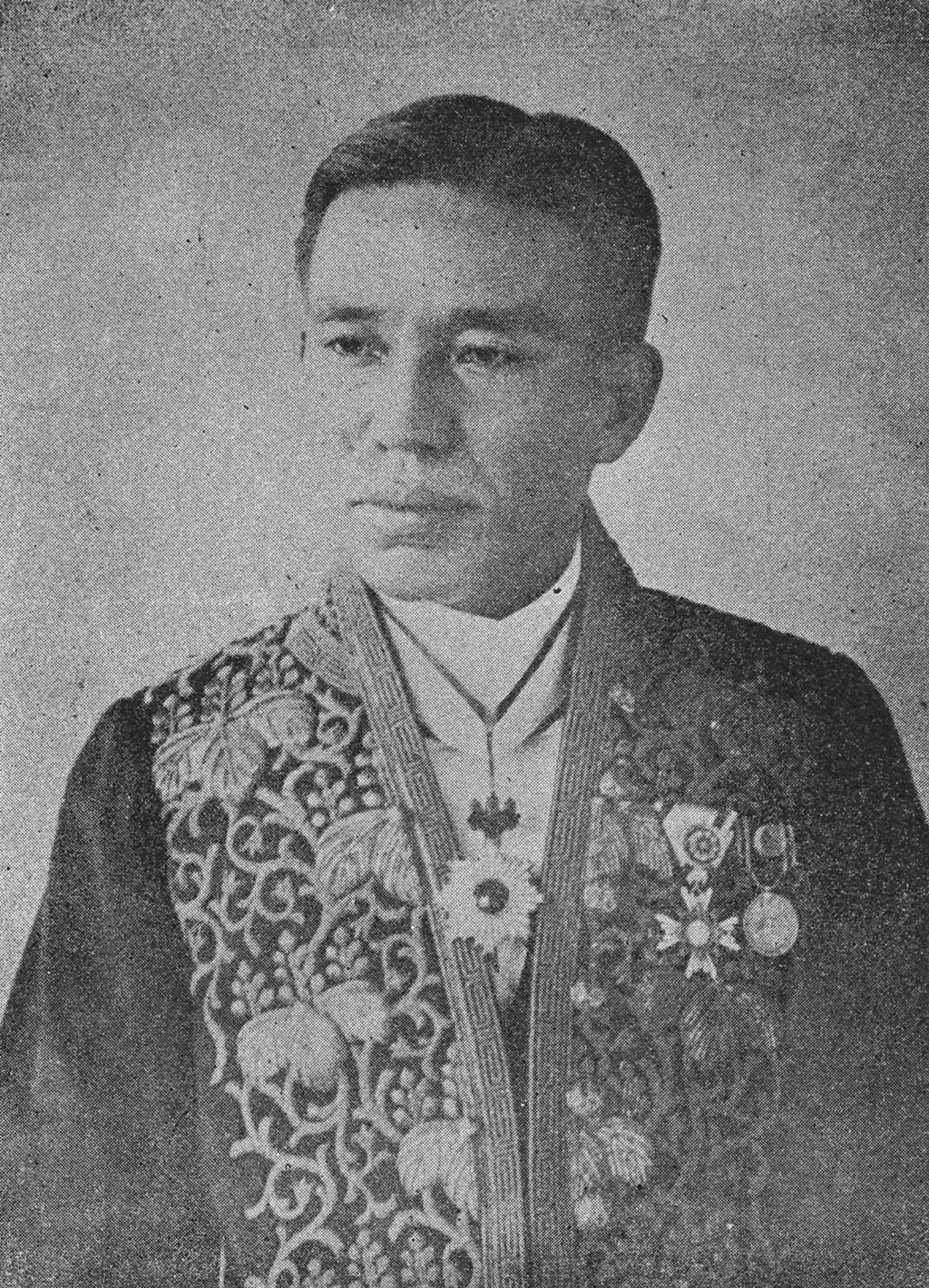
祝辰巳

祝 辰巳（いわい たつみ、慶応4年2月（1868年） - 1908年（明治41年）5月25日）は、日本の台湾総督府・大蔵官僚。台湾総督府民政長官。位階および勲等は正四位・勲二等。

## 経歴
出羽国村山郡（現山形県上山市）で上山藩士の子として生まれる。1892年、帝国大学法科大学を卒業。同年10月、大蔵省試補となり、大臣官房第二課に配属された。以後、主計局勤務、沖縄県収税部長・収税長を歴任。
1896年、台湾総督府に転じ、民政局財務部調査課長兼関税課長に就任。その後、財務局主計課長、財務局長事務取扱、民政部財務局長、兼専売局長、民政局殖産局長などを歴任。
1906年11月、民政長官に就任し、現職で死去した。墓所は藩主菩提寺であった東京都港区高輪の松光寺。

## 栄典
- 1906年（明治39年）4月1日 - 勲三等旭日中綬章[2]。